# Emmanuel Héré

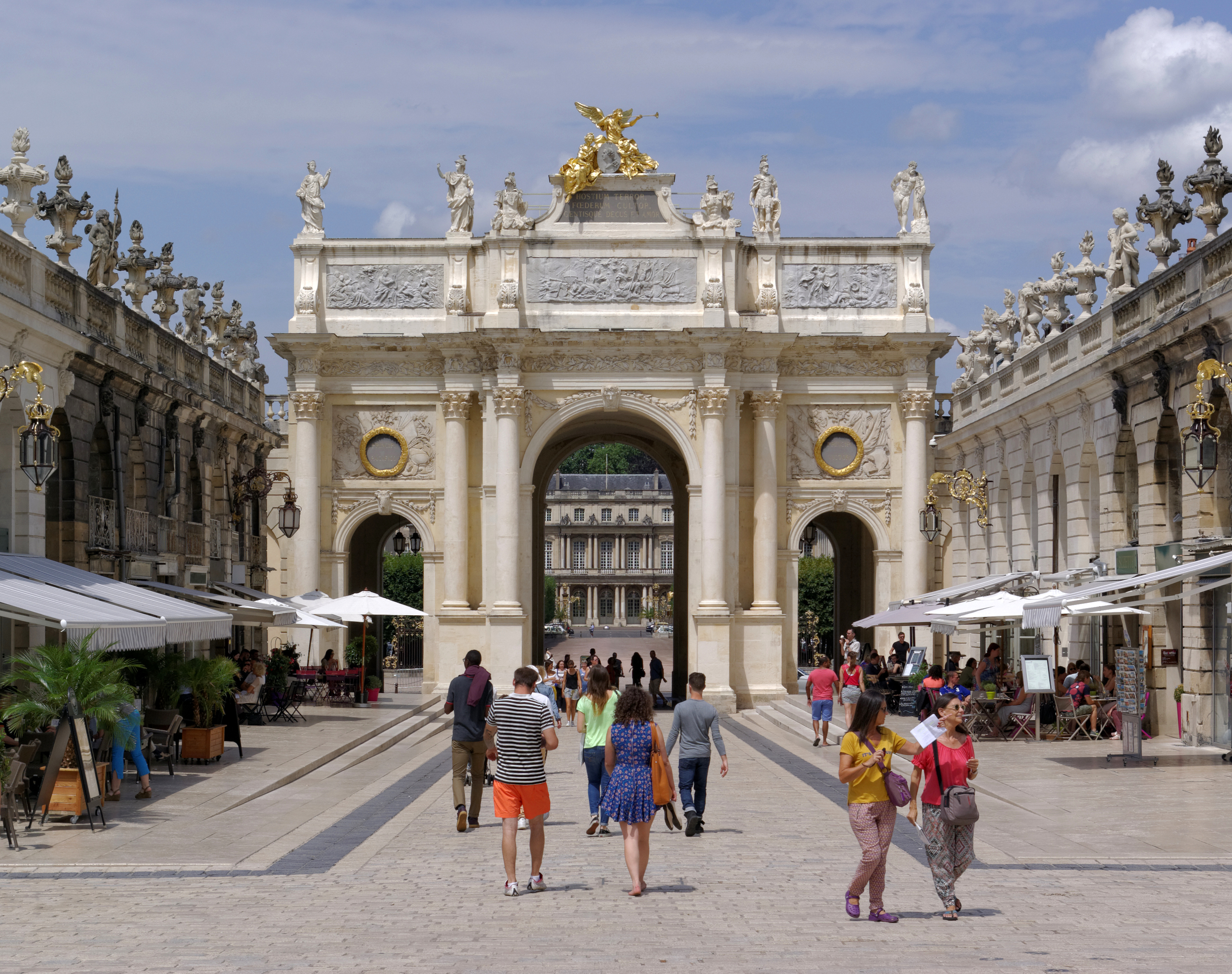
Arc Héré, Nancy

Léopold Emmanuel Héré de Corny (* 12. Oktober 1705 in Nancy; † 2. Februar 1763 in Lunéville) war ein Architekt aus Lothringen.

## Leben
Emmanuel Héré war der Sohn von Elisabeth Henry und Paul Herrey (Schreibweisen, Hayré, Herré), einem Bauunternehmer und Migranten aus Innsbruck. Über die Ausbildung von Emmanuel Héré existieren keine gesicherten Informationen. Die Annahme, Germain Boffrand könnte an seiner Ausbildung Anteil genommen haben, ist nicht belegt.
1724 wurde er als Architekt geführt und 1729 arbeitete er im Bauamt in einer Philippe Sigisbert Cléret, Jean-François Guesnon, Jean-Nicolas Jennesson und Jean-Nicolas Jadot untergeordneten Position als garde-magazin, was mit der Tätigkeit eines Kondukteurs und Bauschreibers vergleichbar ist. Héré heiratete 1729 Marguerite Duquesnoy in Lunéville.
Beim Eintreffen von Stanislaus I. Leszczyński bekleidete Héré die Position des Verwalters des Königlichen Schlosses von Lunéville (capitaine et concierge du château royal de Lunéville), übernahm ab 1737 die Stellung Jennessons und wurde 1738 zum Chefarchitekten (premier architecte de Sa Majesté Polonaise) des vormaligen Königs von Polen und Großherzogs von Litauen Stanislaus I. Leszczyński im Herzogtum von Lothringen und Bar ernannt. Dieses Amt bekleidete er bis 1753.
Von Lunéville aus leitete er die Planung und Erweiterung der herzoglichen Schlösser und Parks und war mit Projekten der Stadtplanung betraut. Der Bauverwaltung oblag die Betreuung der Gebäude und Parks des Schlosses Lunéville, des Schlosses Commercy, des Schlosses Chanteheux, des Schlosses La Malgrange, des Schlosses Einville und des Schlosses Jolivet.
1751 erfuhr Emmanuel Héré durch Stanislas I. die Erhebung in den Adelsstand, die 1752 von Ludwig XV. bestätigt wurde. 1753 erwarb er das Schloss Corny an der Mosel, südlich von Metz, im Tausch gegen eine in Nancy entwickelte Immobilie.
Die bekanntesten Künstler und Kunsthandwerker mit denen Héré bei der Errichtung der Bauten zusammenarbeitete sind die Bildhauer Dieudonné-Barthélémy Guibal, Paul-Louis Cyfflé und Jean Girardet sowie der Kunstschmied Jean Lamour. Sein Nachfolger wurde 1753 sein Mitarbeiter Richard Mique, der ab 1775 die Position Ange-Jacques Gabriels als Chefarchitekt der Könige Ludwig XV. und Ludwig XVI. übernahm.
Eine Rekonstruktion des Werkes von Héré steht vor dem Problem des Verlustes zahlreicher Primärquellen. Nach dem Anschluss des Herzogtums an Frankreich 1766 wurden die vorhandenen Archive aufgelöst. Viele der schriftlichen Quellen gingen dabei verloren. Der Vereinigung von Lothringen mit Frankreich folgte nach 1766 die Zerstörung zahlreicher Anlagen auf Befehl Ludwig XV. Dabei ging auch ein großer Teil des Werkes von Emmanuel Héré verloren.

## Ausbau von Nancy
Unter seiner Leitung wurde in den 1750ern die Anlage im Zentrum von Nancy um die heutige Place Stanislas errichtet: das heutige Rathaus, das von vier weiteren Monumentalbauten flankiert wird und über einen Triumphbogen und eine Allee mit dem neuen Palast (dem nachmaligen Gouverneurspalast) verbunden ist. Dieses Ensemble hat nunmehr den Status als Weltkulturerbe.

## Wirkung als Gartenarchitekt
Hérés Werk zeichnete sich insbesondere durch eine Vielzahl kleinerer Bauten aus, die innerhalb der Gartenanlagen in Lothringen entstanden. Die ephemere Bauweise von Gartengebäuden war ein häufig anzutreffendes Phänomen zeitgenössischer Bauen in ganz Europa. Diese Bauweise fand eine Parallele in den temporären Festarchitekturen des 16. und 17. Jahrhunderts. Die besonderen Lebensumstände des Auftraggebers und die Begrenztheit der zur Verfügung stehenden Mittel für die Repräsentation und Aufrechterhaltung des Status als König von Polen sind eine Erklärung für den Bau von kleinen kostengünstigen Pavillons. Aufgrund der als unsolide geltenden Bauweise und ihrer ungewöhnlichen Formensprache, die nicht der klassischen Architekturauffassung in Frankreich entsprach, wurden die Arbeiten Hérés lange Zeit diskreditiert. Sie wurden abwertend als style jésuite bezeichnet.
Mit dem Verlust des architektonischen Werkes, der auf den Tod von Stanislas I. folgte, geriet Hérés Beitrag an der Entwicklung der französischen Gartenarchitektur in Vergessenheit. Ohne die in den Gärten von Lothringen errichteten Pavillons dem Kiosque (1737), dem Trèfle Pavilion (1738) oder dem Pavillon von Chanteheux (1741) ist eine Darstellung der weiteren Entwicklungen des Landschaftsparks unvollständig, auch im Hinblick auf die Arbeiten von William Chambers im Englischen Landschaftspark. Spätere Anlagen in Versailles wie das (1762–1768) von Ange-Jacques Gabriel erbaute Petit Trianon oder das 1782 von Richard Mique geplante Hameau entwickelten sich aus dem zunehmenden Bedürfnis nach Privatheit. Die Nutzung der 1753 in Lunéville erbauten Chartreuses bildeten dafür ein Vorbild. In der Art ihrer Nutzung und ihrer baulichen Anlage waren sie ein Ausdruck zeitgenössischen Ideen – Voltaire und Montesquieu ihre „Bewohner“.

## Werke
- 1738 bis 1741 Kirche Notre-Dame-de-Bonsecours, Nancy
- 1737 bis 1753 Schloss Lunéville
- bis 1753 weitere Gartenarchitekturen im Schloss Commercy, Schloss La Malgrange und Schloss Chanteheux
- 1750 Tribunal Administratif, Nancy
- 1751 bis 1753 Palais du Gouvernement, Nancy
- 1752 bis 1754 Arc Héré, Nancy
- 1752 bis 1755 Opéra de Nancy et de Lorraine, Nancy
- 1752 bis 1757 Place Stanislas, Nancy
- 1752 bis 1755 Hôtel de Ville, Nancy
- 1755 Grand Hôtel, Nancy
- 1755 Musée des Beaux-Arts, Nancy

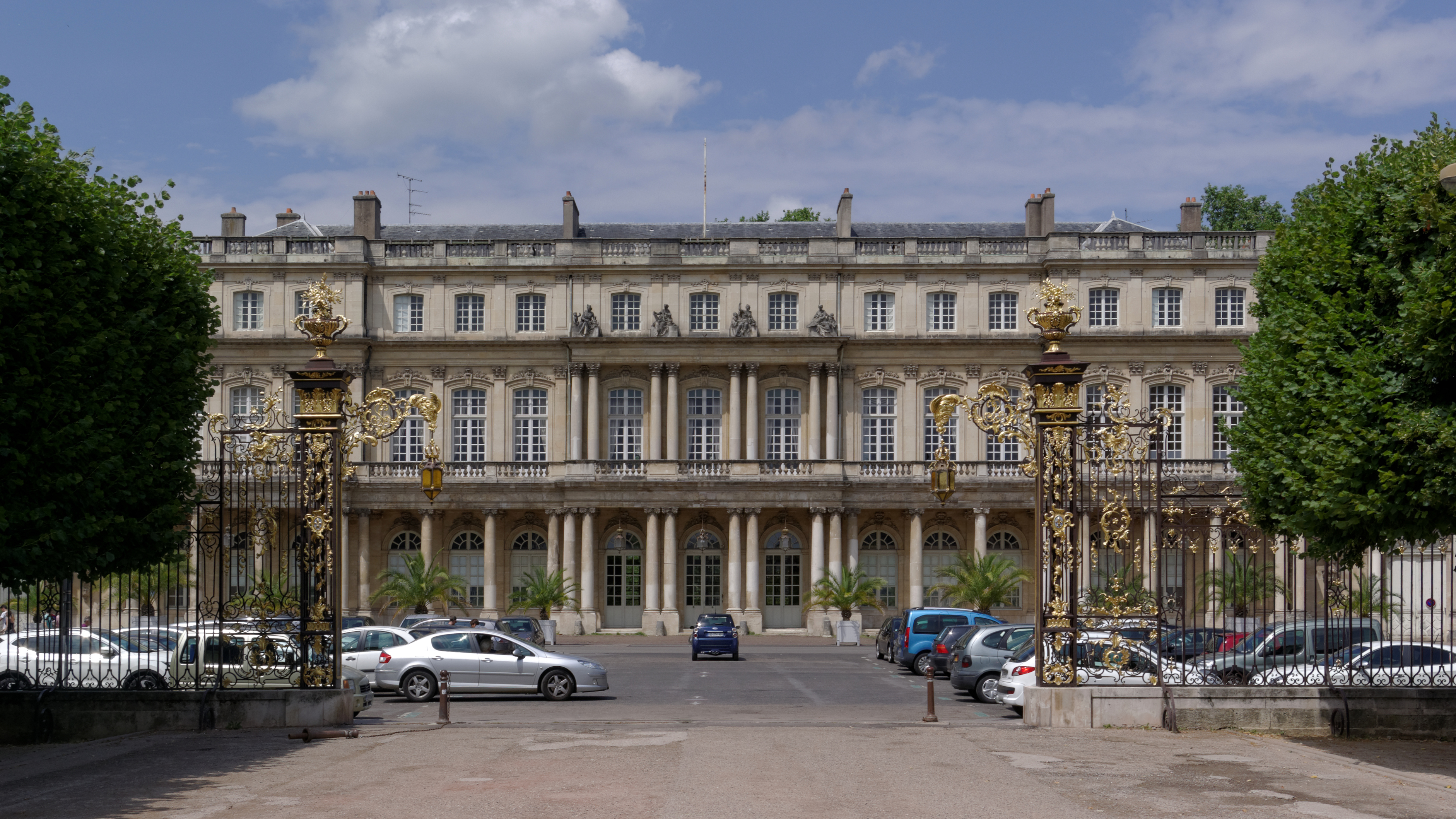
Palais du Gouvernement, Nancy
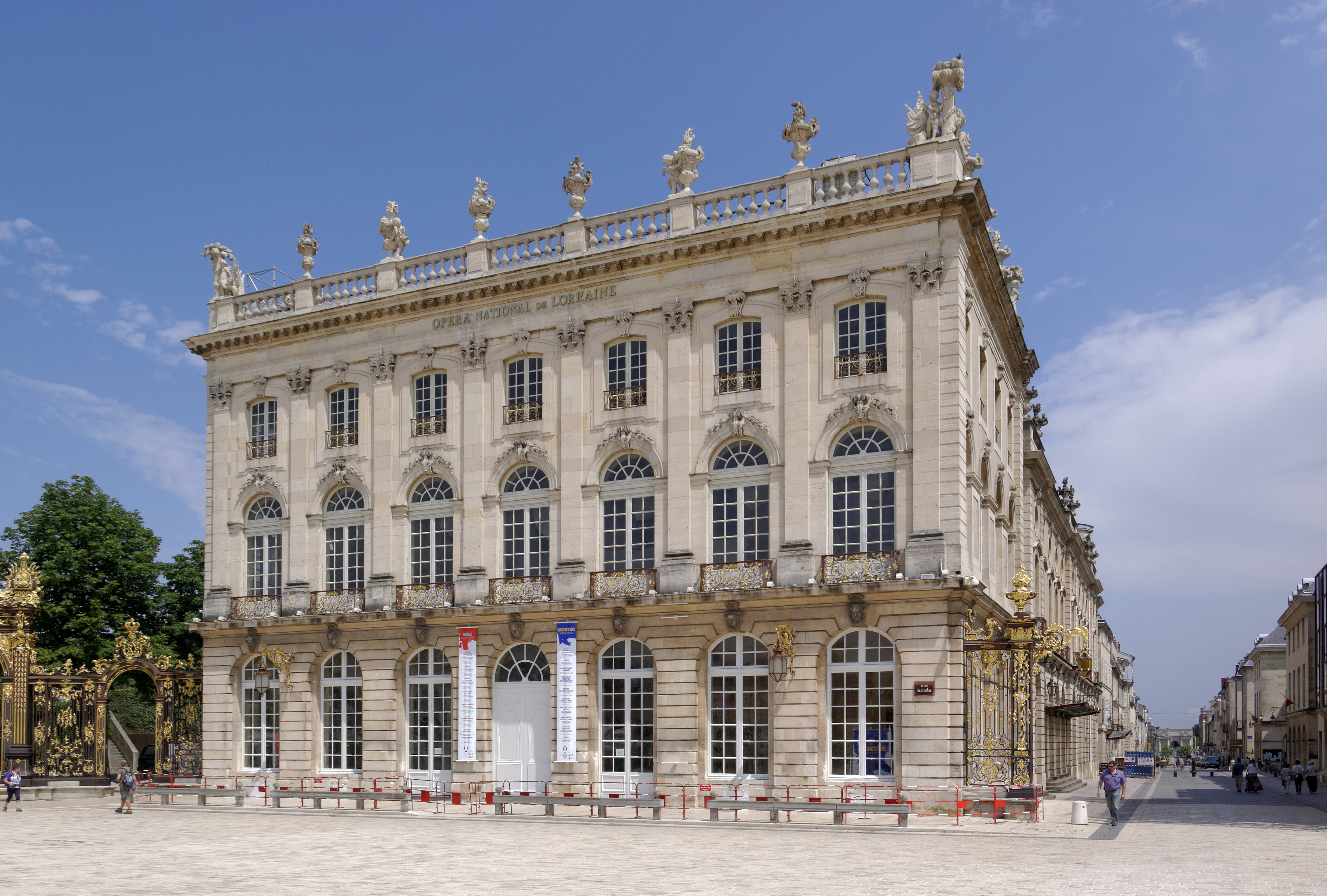
Opéra national de Lorraine
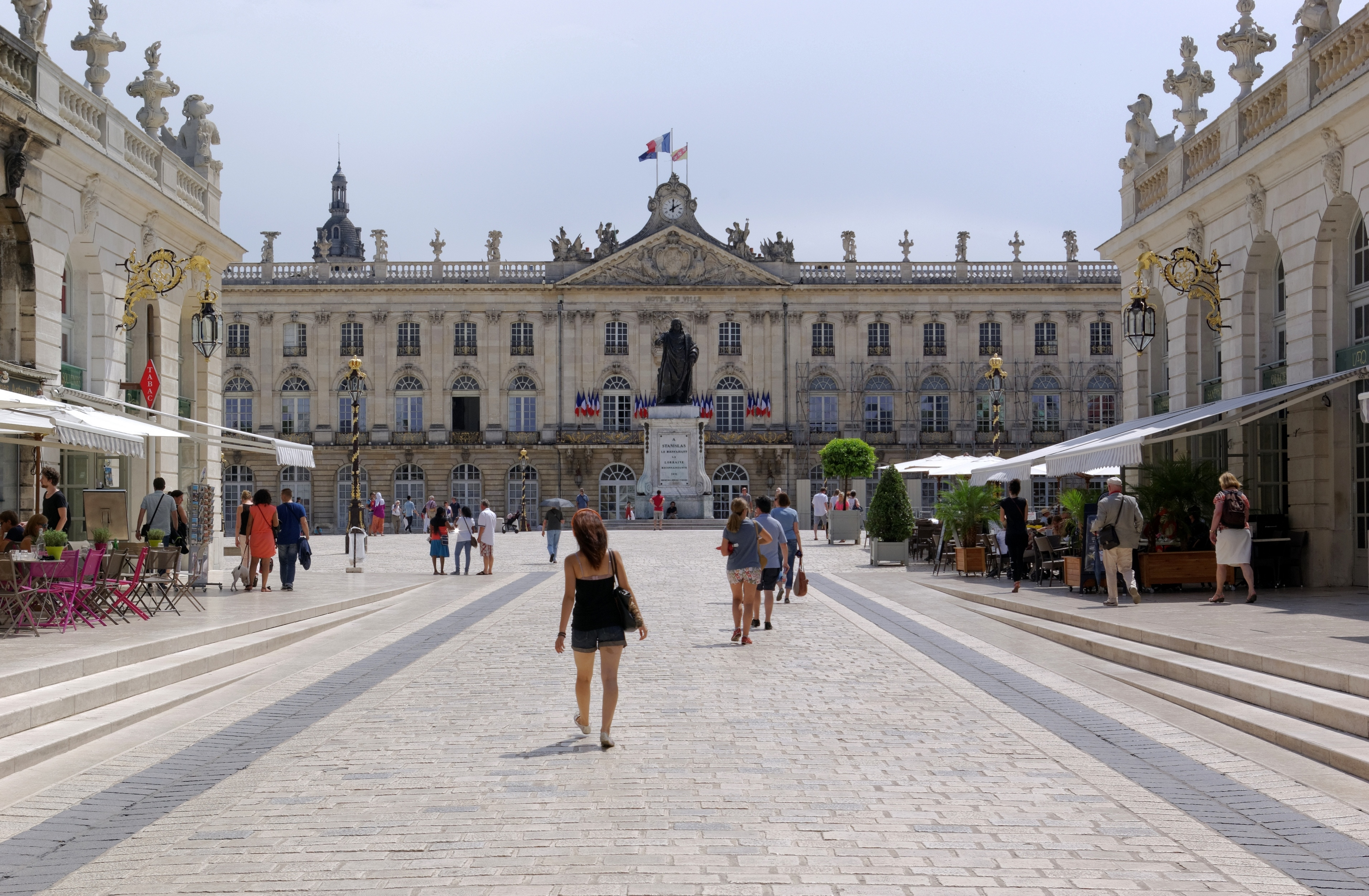
Hôtel de Ville, Nancy
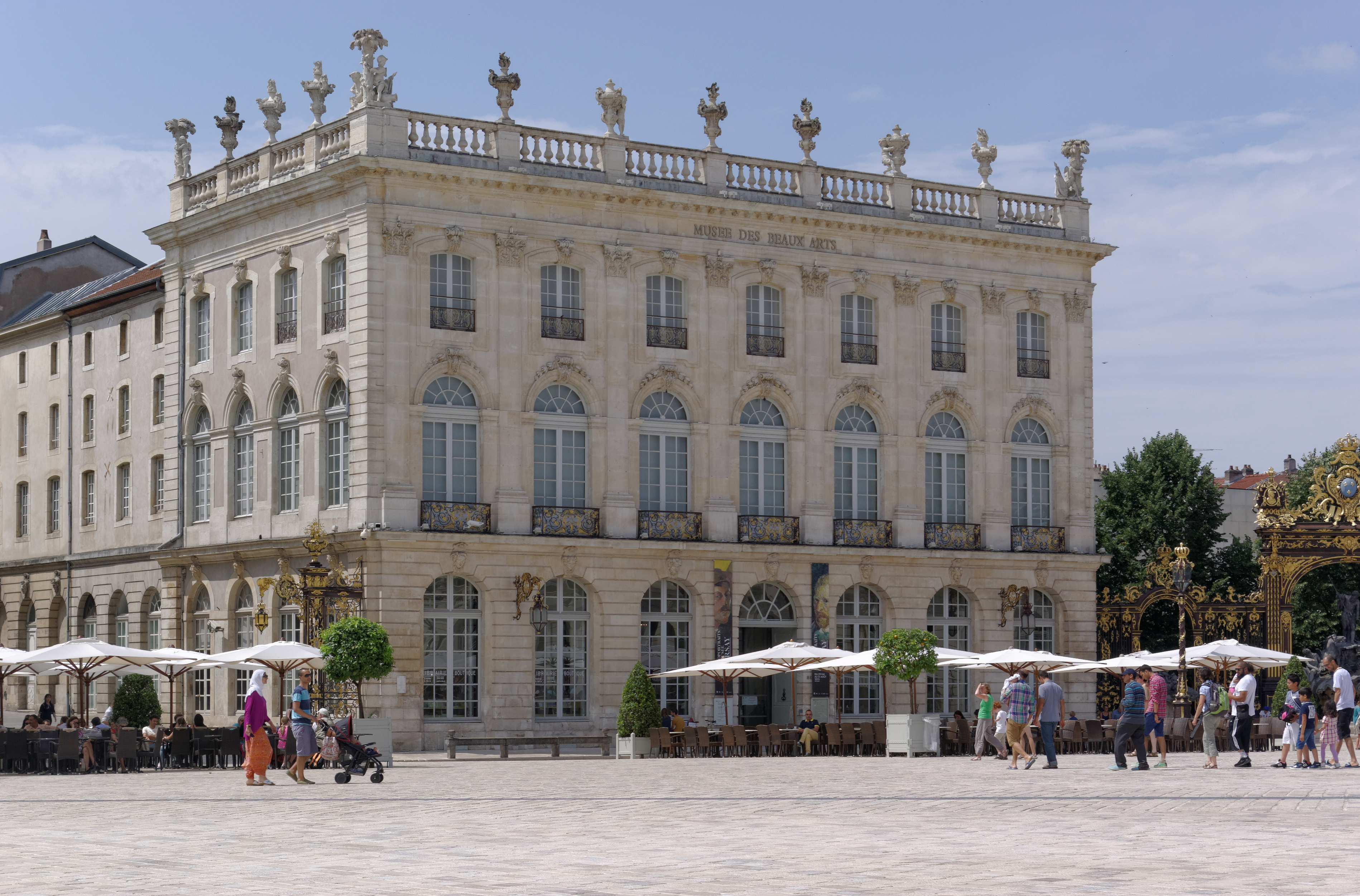
Musée des Beaux-Arts, Nancy

## Veröffentlichungen
- 1753 veröffentlichte Héré eine Reihe seiner Bauten als Kupferstiche.